# إدميرة
إدْمِيرَة (الاسم العلمي: Oedemera)، جنس خنافس من فصيلة الإدميريات وفُصيلة الإدميرية.

## معرض صور

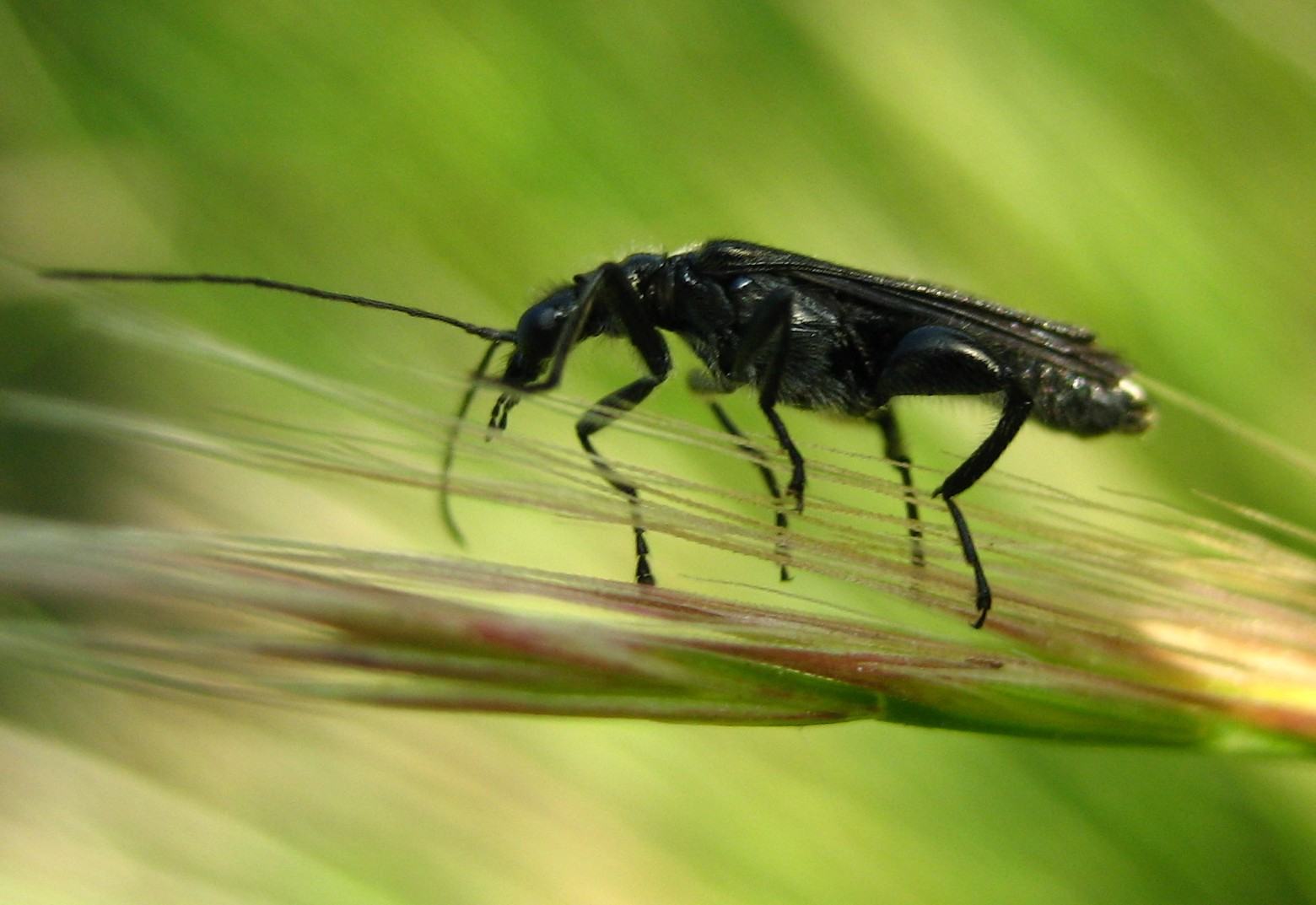
Oedemera atrata
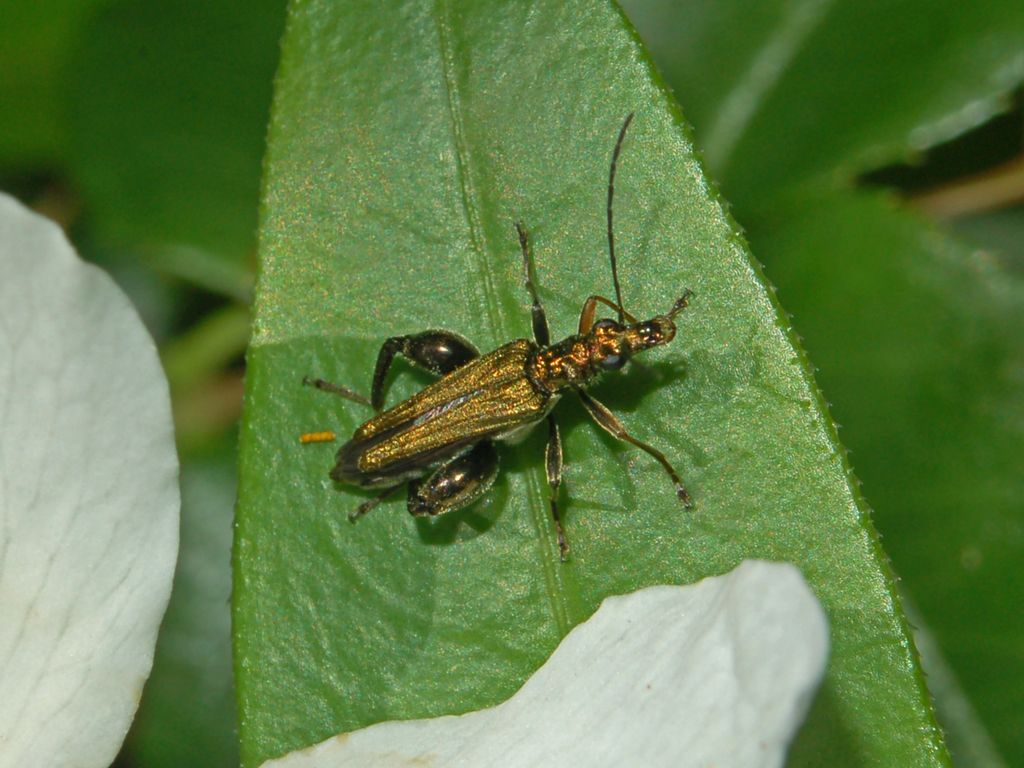
Oedemera flavipes
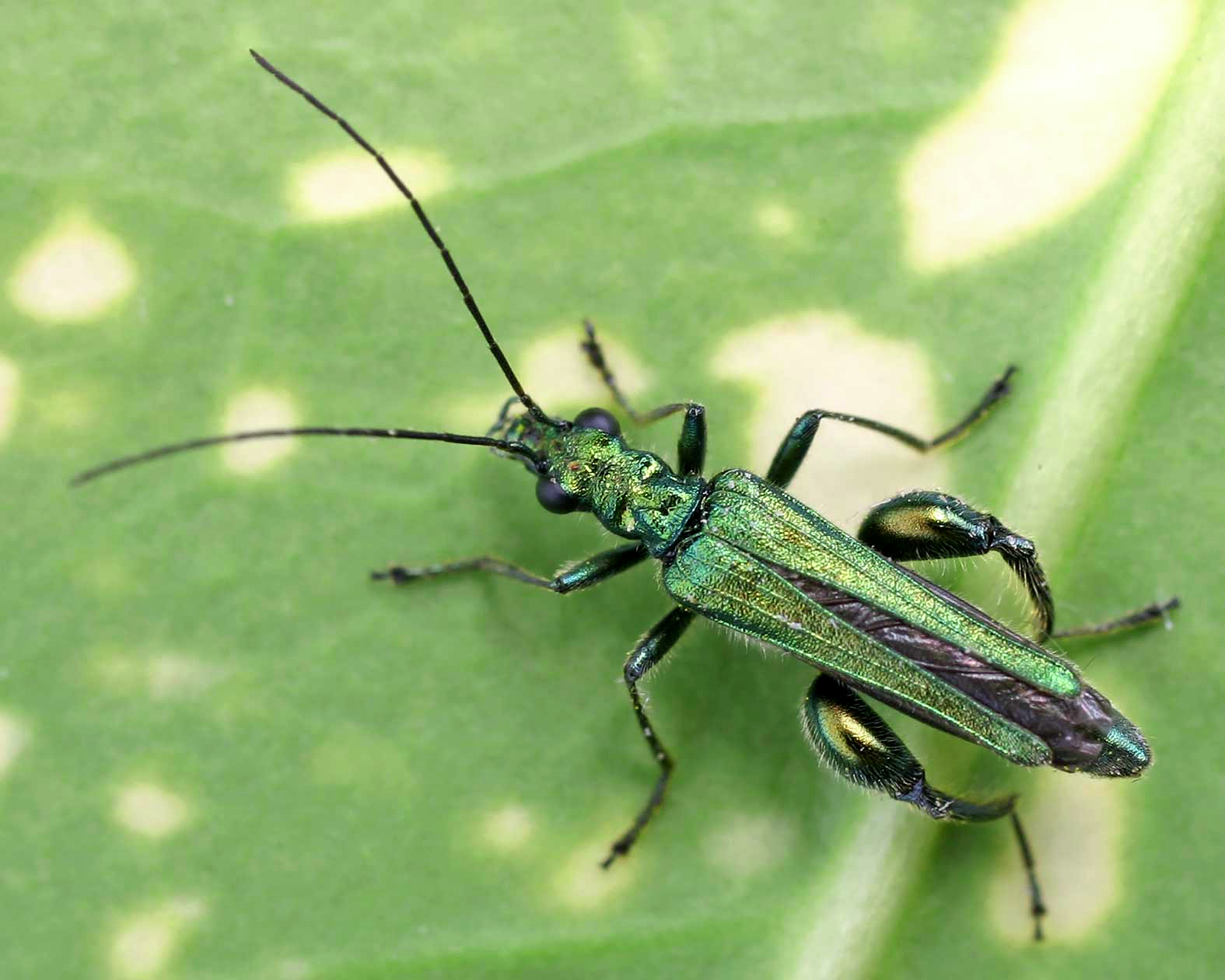
إدميرة نبيلة
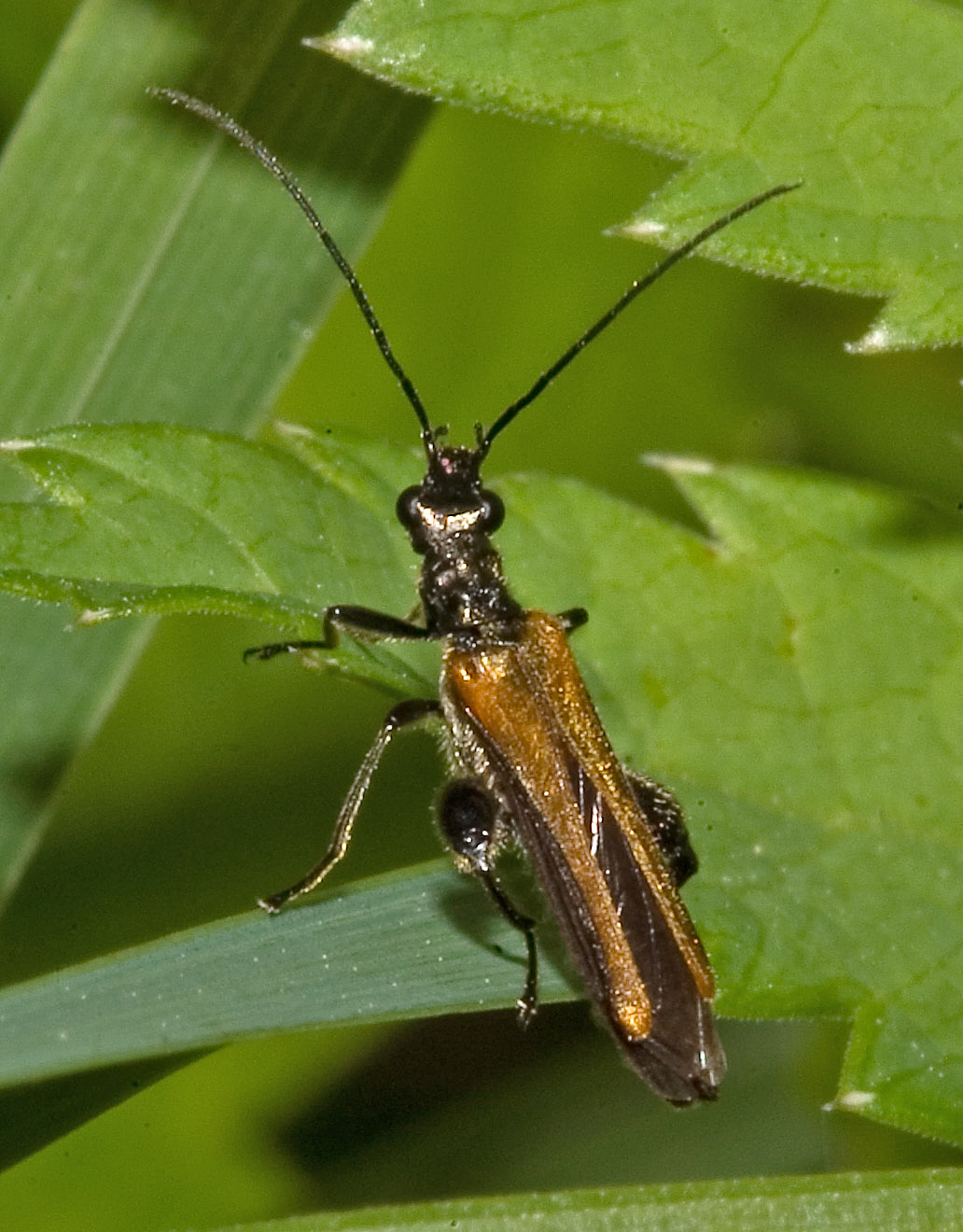
Oedemera femorata
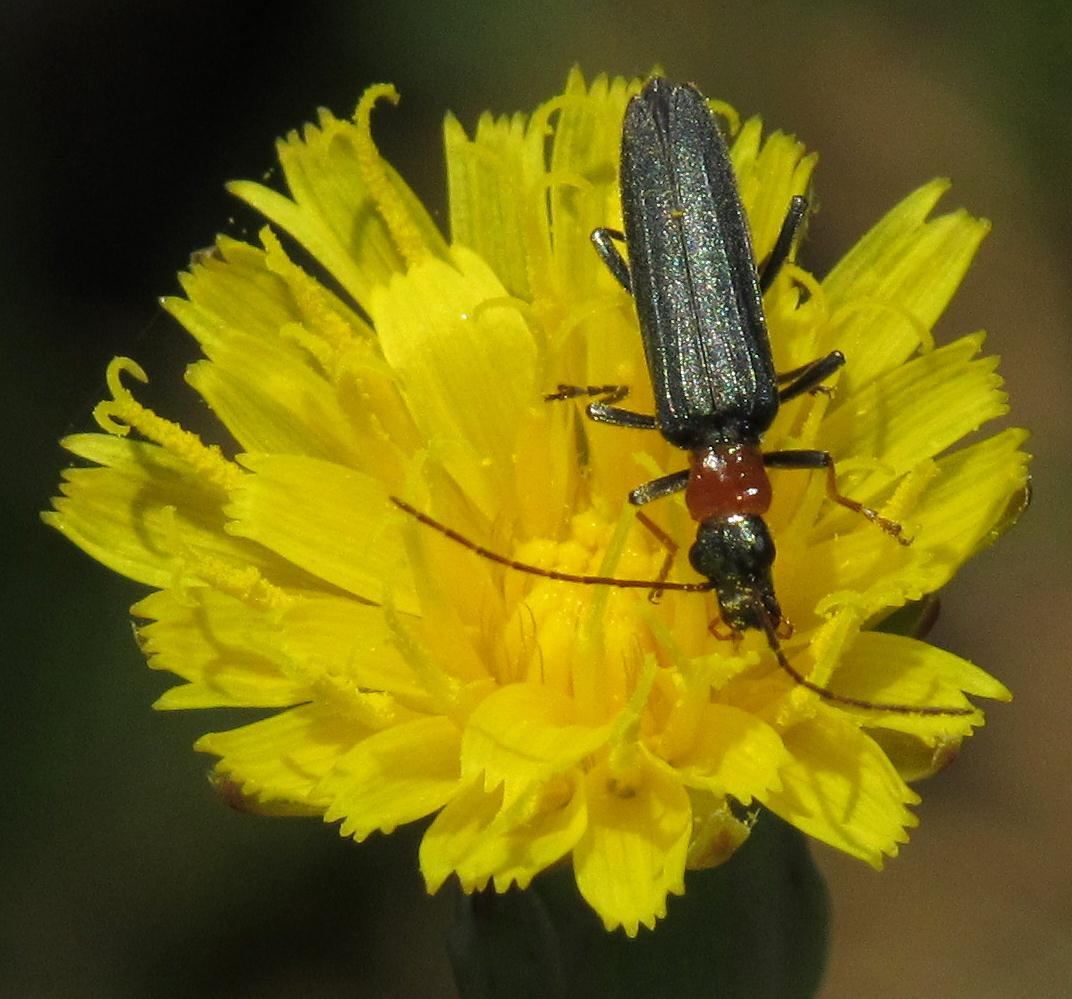
Oedemera croceicollis